# Фридлендер, Георгий Михайлович
Гео́ргий Миха́йлович Фридлендер (9 февраля 1915 года, Киев — 22 декабря 1995 года, Санкт-Петербург) — советский и российский литературовед, специалист по русской литературе XIX века (в частности, по творчеству Ф. М. Достоевского), теоретическим проблемам литературы, эстетики и поэтики. Доктор филологических наук (1964). Действительный член АН СССР c 15 декабря 1990 по Отделению литературы и языка, академик РАН. Почётный доктор Ноттингемского университета, член Союза писателей Санкт-Петербурга.

## Биография
Родился 9 февраля 1915 года в Киеве в еврейской семье. Мать, Анжель Морисовна, была католического вероисповедания, а отец — лютеранин. В 1920-е годы переехал с родителями в Ленинград, где учился в 28-й фабрично-заводской девятилетке (бывшая Петришуле). В 1937 году окончил отделение русской литературы филологического факультета ЛГУ и там же до 1940 года учился в аспирантуре.
Начал публикацию работ с 1936 года, когда ещё был студентом. С молодости был последовательным марксистом. Благодаря отличному знанию немецкого языка вместе с Александром Выгодским участвовал в составлении 2-го издания хрестоматии М. А. Лифшица «Маркс и Энгельс об искусстве» 1937 года. Работа выдержала 4 издания: 1937, 1938 и в виде двухтомника в 1957—1958 и 1967 годах. Преподавал в Архангельске и в Ярославском педагогическом институте. Кандидатскую диссертацию «„Арабески“ и вопросы мировоззрения Гоголя петербургского периода» писал под руководством В. В. Гиппиуса, но защитил работу после войны, в 1947 году.
В 1942 году был репрессирован и 4 года провёл в системе Севжелдорлага. Причиной заключения послужило германское происхождение деда — в паспорте указывались имя «Эдгар-Гастон-Георг» и национальность «немец». Пытаясь спасти сына, Анжель Морисовна разыскала свидетельства иудейского вероисповедания Фридлендеров, что при ходатайстве видных учёных способствовало освобождению Георгия Михайловича.
В 1946—1950 годах преподавал в Институте иностранных языков (ЛПИИЯ). С 1955 года — сотрудник ИРЛИ АН СССР (РАН) (Пушкинского Дома).
Монографию «К. Маркс и Ф. Энгельс и вопросы литературы» (1962, 2-е издание 1968) защитил как докторскую диссертацию в 1964 году.
В 1983 году на V Симпозиуме Международного Общества Достоевского Г. М. Фридлендер был избран почётным президентом МОД.
Жена — Нина Николаевна Петрунина, доктор филологических наук, пушкинист.

## Научная деятельность
Член авторского коллектива изданий: «История русской литературы. Т. 9» (1956), «История русской критики» (1958), «История русского романа. Т. 2» (1962), «Энциклопедический словарь юного литературоведа» (1987) и др. Редактор сборника «Поэтический строй русской лирики» (1973), член редколлегий «Истории всемирной литературы» (тт. 1—8, 1983—1994) и журнала «Русская литература». Участвовал в подготовке сборника «Маркс и Энгельс об искусстве» (тт. 1—2, 4-е изд. 1983; совм. с М. А. Лифшицем, подготовил издание работ Х. Ортеги-и-Гассета «Эстетика. Философия культуры» (1991).

### Достоевистика
Г. М. Фридлендер внёс большой вклад в область достоевистики.
Он был инициатором создания и руководителем группы Достоевского при Пушкинском Доме, осуществившей ряд фундаментальных трудов:
- Полное академическое собрания сочинений Достоевского (тт. 1—30, 1972—1990, заместитель главного редактора)[7];
- Сборники «Достоевский. Материалы и исследования» (заместитель главного редактора т. 1, главный редактор тт. 2—13)[14];
- «Летопись жизни и творчества Ф. М. Достоевского» (тт. 1—3, 1993—1995)[15].

Библиография работ Г. М. Фридлендера о Достоевском, составленная Н. Н. Петруниной, включает монографии, статьи, комментарии и рецензии.

## Основные работы
- Лессинг: Очерк творчества. — М.: Гослитиздат, 1957. — 240 с.
- Готхольд-Эфраим Лессинг. 1729—1781. — Л.; М.: Искусство, 1958. — 116 с.
- К. Маркс и Ф. Энгельс и вопросы литературы. — М.: Гослитиздат, 1962. — 607 с.
  - То же. 2-е изд. — М.: Худ. лит., 1968. — 608 с.
  - То же. Изд. 3-е, испр. и доп. — М.: Гослитиздат, 1983. — 607 с.
- Реализм Достоевского. — М.; Л.: Наука. Ленингр. отд-ние, 1964. — 404 с.
- Поэтика русского реализма: Очерки о русской литературе XIX в. — Л.: Наука. Ленингр. отд-ние, 1971. — 293 с.
- Петрунина Н. Н., Фридлендер Г. М. Над страницами Пушкина. — Л.: Наука. Ленингр. отд-ние, 1974. — 166 с.
- Достоевский и мировая литература. — М.: Худ. лит., 1979. — 423 с.
  - То же. — Л.: Сов. писатель. Ленингр. отд-ние, 1985. — 456 с.
- Литература в движении времени: Историко-литературные и теоретические очерки. — М.: Современник, 1983. — 300 с.
- Методологические проблемы литературоведения. — Л.: Наука, 1984. — 240 с.
- Классическое эстетическое наследие и марксизм. — М.: Искусство, 1985. — 336 с.
- Пушкин. Достоевский. «Серебряный век». — СПб.: Наука, 1995. — 524 с.

### Статьи
- «У истоков „почвенничества“: Ф. М. Достоевский и журнал „Светоч“» (1971)
- «Эстетика Достоевского» // «Достоевский — художник и мыслитель» (1972)
- «А. С. Пушкин. „Элегия“» // «Поэтический строй русской лирики» (1973)
- «История и историзм в век Просвещения» // «XVIII в. Сб. 13» (1981)
- «Статьи В. И. Ленина о Толстом и проблема современной интерпретации художественной классики» // «Классическое наследие и современность» (1981)

### Редакция и комментарии
- Готхольд Эфраим Лессинг. Лаокоон, или о границах живописи и поэзии / Общая редакция, вступ. статья и примечания Г. М. Фридлендера. — М.: Художественная литература, 1957. — 520 с. — (Памятники мировой эстетической и критической мысли). — 75 000 экз. (в пер., суперобл.)

## Награды
Лауреат Государственной премии СССР 1983 года за монографию «Достоевский и мировая литература» (1979).